# Fūrg (ort i Iran)
Fūrg (persiska: فورک, Fūrk, فورگ) är en ort i Iran.   Den ligger i provinsen Khorasan, i den östra delen av landet, 900 km öster om huvudstaden Teheran. Fūrg ligger 1 789 meter över havet och antalet invånare är 854.
Terrängen runt Fūrg är kuperad. Runt Fūrg är det glesbefolkat, med 12 invånare per kvadratkilometer. Närmaste större samhälle är Ţāqān, 12,3 km nordost om Fūrg. Trakten runt Fūrg är ofruktbar med lite eller ingen växtlighet.